# L&N Federal Credit Union Stadium
Le L&N Federal Credit Union Stadium (anciennement Papa John's Cardinal Stadium, surnommé The Oven, The Slice ou The Pizza Palace) est un stade de football américain situé à Louisville dans le Kentucky aux États-Unis.
Depuis 1998, il est le stade de l'équipe de football américain des Cardinals de l'université de Louisville jouant dans la NCAA Division I FBS
Le stade a une capacité de 60 800 places et dispose de 63 suites de luxe et de 4 000 sièges de club.

## Histoire
Le Papa John's Cardinal Stadium est construit pour 63 millions de $ en 1998 et possède une capacité de 42 000 places. Le stade passe à 55 000 places en 2010 à la suite de travaux pour un coût de 72 millions de $.[réf. nécessaire]
En 2018, la référence à Papa John's est supprimée, à la suite de propos tenus par John Schnatter alors président-directeur général de Papa John's Pizza.
Le 30 janvier 2023, le stade est renommé L&N Federal Credit Union Stadium. Le sponsor est une coopérative de crédit fondée en 1954 pour servir les travailleurs de ancien Louisville and Nashville Railroad, qui exploitait une gare de triage sur le site actuel du stade. La coopérative de crédit sert désormais des clients dans toute la région métropolitaine de Louisville.

## Événements
- 30 mai 1999 : George Strait Country Music Festival[3]
- 10 octobre 1999 : U.S. Cup féminin 1999[4]

## Galerie

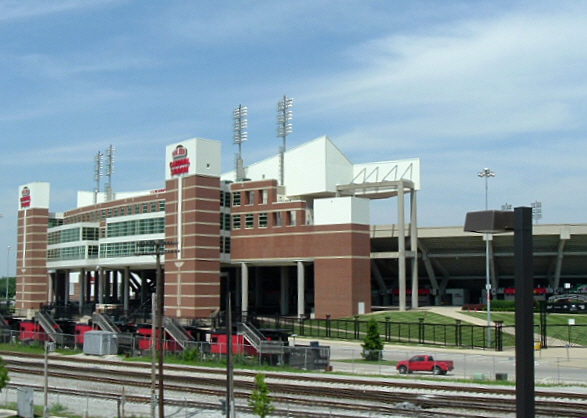